# Jos Simons (voetballer)
Jozef (Jos) Simons (Belfeld, 25 juni 1947) is een voormalig Nederlands voetballer. Hij stond onder contract bij PSV en FC VVV.

## Spelerscarrière
Simons was al op zijn 15e jaar een vaste keus in het eerste elftal van Belfeldia en werd in 1968 door PSV opgepikt bij de Belfeldse tweedeklasser. Daar debuteerde hij op 29 september 1968 in een uitwedstrijd bij N.E.C. (1-1). In Eindhoven kwam hij onder trainer Kurt Linder echter nauwelijks aan spelen toe. Na een jaar verkaste de linkshalf die ook als linkeraanvaller inzetbaar was naar FC VVV waar hij uiteindelijk nog vier jaar in het eerste elftal zou spelen. Op 6 september 1970 zou hij zijn eerste en enige profdoelpunt scoren, tijdens de wedstrijd Baronie - FC VVV (3-1).
In 1973 keerde Simons terug naar de amateurs van Belfeldia waar hij nog jarenlang actief zou zijn.

## Profstatistieken
| Seizoen         | Club            | Competitie      | Competitie | Competitie | Beker | Beker | Overige | Overige | Totaal | Totaal |
| Seizoen         | Club            | Competitie      | Wed.       | Dlp.       | Wed.  | Dlp.  | Wed.    | Dlp.    | Wed.   | Dlp.   |
| --------------- | --------------- | --------------- | ---------- | ---------- | ----- | ----- | ------- | ------- | ------ | ------ |
| 1968/69         | PSV             | Eredivisie      | 2          | 0          | 0     | 0     | —       | —       | 2      | 0      |
| 1969/70         | FC VVV          | Tweede divisie  | 25         | 0          | 1     | 0     | —       | —       | 26     | 0      |
| 1970/71         | FC VVV          | Tweede divisie  | 29         | 1          | 1     | 0     | —       | —       | 30     | 1      |
| 1971/72         | FC VVV          | Eerste divisie  | 40         | 0          | 1     | 0     | —       | —       | 41     | 0      |
| 1972/73         | FC VVV          | Eerste divisie  | 13         | 0          | 2     | 0     | —       | —       | 15     | 0      |
| Carrière totaal | Carrière totaal | Carrière totaal | 109        | 1          | 5     | 0     | 0       | 0       | 114    | 1      |